# 이수AMC
주식회사 이수에이엠씨는 이수그룹의 계열사이다.
부동산의 기획, 시행, 시공, 유지, 관리, 매각의 모든 서비스를 One Stop으로 해결하는 종합 부동산 전문기업이다.
부동산의 라이프 사이클에 맞는 최적의 서비스를 제공하기 위해 부동산자산관리 및 컨설팅(PM), 건물 및 시설물관리(FM), 시공 및 하자보수/AS(CS)의 각 분야의 전문가들이 고객의 니즈에 맞게 협력사와 전략적 제휴를 통하여 고객의 부동산 가치를 극대화하는 것을 목표로 하고 있다.

## 사업 부문
- 부동산 개발 및 임대업, 건축공사업, 시설물유지관리업, 주택/건물관리업

## 사업장 위치
- 서울특별시 서초구 사평대로 140, 4층 (반포동)

## 같이 보기
- 이수그룹